# Masato Tanaka
Masato Tanaka (田中 将斗?, Tanaka Masato; Wakayama, 28 febbraio 1973) è un wrestler giapponese sotto contratto con la Pro Wrestling Noah e la Pro Wrestling ZERO1.
Tanaka è meglio noto per i suoi trascorsi nella Extreme Championship Wrestling, dove ha conquistato una volta l'ECW World Heavyweight Championship e due volte l'ECW World Tag Team Championship (uno con Balls Mahoney e uno con Tommy Dreamer).

## Carriera

### Extreme Championship Wrestling
Il proprietario della Extreme Championship Wrestling (ECW), Paul Heyman, si interessò a Tanaka attraverso le relazioni lavorative tra ECW e FMW, a decise quindi di assumerlo. Tanaka esordì in ECW il 1º marzo 1998 a Living Dangerously, sconfiggendo Doug Furnas. Nel luglio 1998 riprese il feud con Awesome, che sconfisse a Heat Wave 1998.

#### Alleanza con Balls Mahoney (1998)
Tanaka formò un tag team di breve durata con Balls Mahoney, e all'evento November to Remember del 1º novembre 1998, i due sconfissero The Dudley Boyz conquistando l'ECW World Tag Team Championship. I Dudley Boyz rivinsero le cinture cinque giorni dopo, e Tanaka tornò in Giappone per partecipare al matrimonio del suo amico Sabu in dicembre, per poi tornare nella FMW nel gennaio 1999.

#### ECW World Heavyweight Champion (1999–2000)
Tanaka tornò nella ECW nell'estate del 1999, questa volta con l'intento di conquistare l'ECW World Heavyweight Championship. Il 19 settembre all'evento Anarchy Rulz, Taz, in procinto di lasciare la ECW per la World Wrestling Federation (WWF), difese la cintura ECW World Heavyweight contro il rientrante Mike Awesome e Tanaka in un three-way dance match. Dopo soli due minuti Taz fu eliminato grazie ad un assalto congiunto dei due avversari. Dopo altri undici minuti, Awesome schienò Tanaka con una Kamikaze Awesome Bomb conquistando il titolo ECW.
Il 7 novembre Tanaka affrontò Awesome con il titolo in palio al ppv November to Remember, ma fu sconfitto nuovamente. Riuscì finalmente a prevalere su Awesome il 17 dicembre 1999 a ECW on TNN, diventando il primo ECW World Heavyweight Champion a non essere cittadino americano. Dopo il match, Awesome strinse la mano a Tanaka in segno di rispetto, quindi lo aggredì appena scese dal ring facendolo passare attraverso un tavolo di legno con una powerbomb. Awesome riconquistò il titolo il 23 dicembre.
Continuando la rivalità con Awesome, Tanaka si alleò con Tommy Dreamer per affrontare Raven ed Awesome. Il 26 febbraio 2000 Dreamer e Tanaka sconfissero gli Impact Players per gli ECW World Tag Team Championship, ma li persero in favore di Mike Awesome e Raven il 4 marzo. Questo fatto portò a un tag team three-way dance allo show Living Dangerously il 12 marzo, con Tanaka & Dreamer contro Mike Awesome & Raven e Impact Players. Tanaka schienò Awesome, ma perse il match perché Dreamer fu schienato dagli Impact Players.
Il feud di Tanaka e Awesome terminò bruscamente quando quest'ultimo lasciò la ECW per la WCW nell'aprile 2000. Affrontò quindi Balls Mahoney a ECW on TNN e al ppv Hardcore Heaven 2000. Rimase in ECW fino alla metà del 2000 per poi tornare in Giappone.

### Ritorno in Giappone (2000–presente)
Tanaka tornò nella FMW nella primavera del 2000, avendo brevemente un feud con H, prima di allearsi con lui (ora conosciuto come Hayabusa) per fronteggiare il Team No Respect, prima di lasciare la promozione nel febbraio 2001, presumibilmente a causa dell'animosità con il proprietario della FMW, Shoichi Arai, a riguardo del ruolo come booker di Kodo Fuyuki. Prima di andarsene dalla FMW, Tanaka formò la stable "Complete Players" con Gedo, Jado e Kaori Nakayama. La fazione lottò nel circuito indipendente giapponese, facendo qualche apparizione nella Pro Wrestling ZERO1 e nella All Japan Pro Wrestling (AJPW). Il 2 marzo Tanaka lottò contro Shinya Hashimoto nel corso di uno show della Zero1, ben impressionando la dirigenza della compagnia che decise di metterlo sotto contratto.
Nel gennaio 2002 formò un tag team chiamato "Emblem" insieme a Shinjiro Otani, con il quale vinse per due volte l'NWA Intercontinental Tag Team Championship. Nel febbraio 2004 effettuò un turn heel e si alleò con la "Apache Army". Nel settembre 2004 formò la sua propria stable, "Team Erotics", proseguendo il feud con Otani. Alla fine del 2007, fu scelto quale leader della nuova fazione "Sword Army".
Nella metà del 2009 fece ritorno alla New Japan Pro-Wrestling (NJPW). Riformò i Complete Players con Jado e Gedo, e partecipò al torneo G1 Climax, anche se non superò le fasi iniziali. Nella New Japan, si alleò con la stable Chaos, solidarizzando specialmente con Jado, Gedo e Yujiro Takahashi. Il 10 ottobre 2011, all'evento Destruction '11, sconfisse MVP vincendo l'IWGP Intercontinental Championship. Fece la sua prima difesa del titolo il 12 novembre a Power Struggle sconfiggendo Hirooki Goto. Il 4 dicembre Tanaka sconfisse MVP nel rematch, grazie all'aiuto di Yujiro Takahashi, conservando l'IWGP Intercontinental Championship. Il 4 gennaio 2012, a Wrestle Kingdom VI in Tokyo Dome, Tanaka e Takahashi furono sconfitti da MVP e Shelton Benjamin in un tag team match. Il 12 febbraio a The New Beginning, Tanaka perse il titolo IWGP Intercontinental in favore di Hirooki Goto.
Il 15 novembre 2012 prese parte al torneo per determinare il primo NEVER Openweight Champion. Dopo avere sconfitto Kushida, Taishi Takizawa e Tomohiro Ishii, riuscì a prevalere anche contro Karl Anderson in finale il 19 novembre, vincendo il titolo. Il 4 gennaio 2013 difese con successo la cintura a Wrestle Kingdom 7 in Tokyo Dome, sconfiggendo Shelton Benjamin. Il 29 settembre a Destruction, perse il NEVER Openweight Championship contro Naito, dopo un regno durato 314 giorno.
Dopo avere formato la fazione Dangan Yankies nella Zero1, cominciò a lavorare per la Pro Wrestling Noah (Noah) all'inizio del 2014, lottando in coppia con Takashi Sugiura. Il 27 aprile i due sconfissero Katsuhiko Nakajima e Naomichi Marufuji conquistando la 2014 Global Tag League. Il 6 maggio Tanaka e Sugiura vinsero l'NWA Intercontinental Tag Team Championship. Il 31 maggio sconfissero anche Maybach Taniguchi e Takeshi Morishima per il GHC Tag Team Championship, diventando bicampioni. Persero poi le cinture GHC Tag Team in favore di TMDK (Mikey Nicholls e Shane Haste) il 10 gennaio 2015. Il 4 maggio Tanaka e Sugiura vinsero la loro seconda Global Tag League.
Nel giugno 2017 lottò nella promozione MAKAI nelle serie "iZANAGI", dove adottò il ring name "SWORD". Affrontò Kasai, che combatteva con il nome X1112.
Il primo gennaio 2021, Tanaka vinse il suo quinto Zero1 World Heavyweight Championship.
Alla fine del 2021 lottò regolarmente nella Pro Wrestling Noah. Nel 2022 sfidò Kazuyuki Fujita per il titolo GHC Heavyweight e partecipò al torneo N1 Victory League.

### Ritorno negli Stati Uniti (2002–presente)

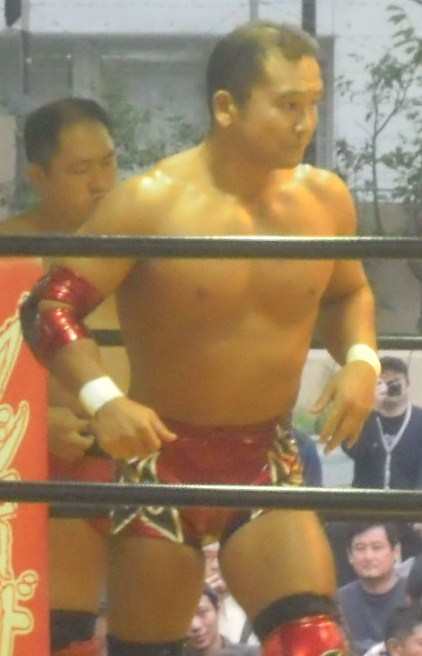
Tanaka nel 2011

Il 9 novembre 2002 Tanaka ha debuttato nella Ring of Honor durante lo show All Star Extravaganza dove lui e Shinjiro Otani hanno sconfitto Low Ki e Steve Corino.
Il 12 giugno 2005 Tanaka ha preso parte a ECW One Night Stand, evento in pay-per-view della World Wrestling Entertainment in ricordo della ECW, dove ha affrontato il suo rivale storico Mike Awesome venendo sconfitto. L'anno dopo, l'11 giugno 2006 a ECW One Night Stand, Tanaka è stato sconfitto da Balls Mahoney, suo ex-compagno di team in ECW. Il 26 ottobre 2007 Tanaka sconfisse Takao Omori conquistando l'AWA World Heavyweight Championship.
Il 30 gennaio 2010 Tanaka fece il suo debutto nella Jersey All Pro Wrestling durante il 12º anniversario dello show sconfiggendo Homicide.
Il 4 aprile 2014 Tanaka è apparso al WrestleCon sconfiggendo Kevin Steen. Più tardi, quella sera, Tanaka sconfisse anche Chris Hero durante un evento della Dragon Gate USA.
Nel dicembre 2018 affrontò PCO in un match con in palio il Game Changer Wrestling Extreme Title all'evento The Dynasty, ma fu sconfitto.
Il 15–16 settembre 2023 lottò nella Promotion Absolute Intense Wrestlings di Cleveland, prendendo parte al 10th JT Lightning Invitational Tournament. Arrivò in semifinale.
Il 12 novembre 2023 debuttò nella Deadlock Pro-Wrestling (DPW), lottando all'evento World's Strongest, dove, insieme a Bryan Keith e Calvin Tankman, sconfisse Tom Lawlor, Jorel Nelson, e Royce Isaacs. Tornò l'anno seguente all'evento No Pressure dove fu sconfitto da Colby Corino, figlio del suo ex rivale Steve Corino, in un no disqualification match.

## Personaggio

### Mosse finali
- Complete Dust (Sitout inverted side slam)
- Dangan Bomb – Innovatore
- Dangan Rolling Elbow / Roaring Elbow / Rolling Elbow (Discus elbow smash)
- Diamond Dust
- Sliding D (Sliding forearm smash)
- Thunder Fire Powerbomb (One shoulder powerbomb)
- Tornado DDT, a volte in versione double underhook

### Soprannomi
- "Dangan"
- "The Enforcer"
- "The King of E-Style Wrestling"
- "True Man of Summer"

## Titoli e riconoscimenti
- Chō Hanabi Puroresu
  - Bakuha-ō Championship (1)
  - Bakuha-ō Tag Team Championship (1, attuale) – con Taru
- Extreme Championship Wrestling
  - ECW World Heavyweight Championship (1)
  - ECW World Tag Team Championship (2) – con Balls Mahoney (1) e Tommy Dreamer (1)
- Frontier Martial Arts Wrestling
  - FMW Brass Knuckles Heavyweight Championship barss
  - FMW Brass Knuckles Tag Team Championship (2) – con Hayabusa (1) e Tetsuhiro Kuroda (1)
  - FMW Independent Heavyweight Championship (2)
  - FMW World Street Fight 6-Man Tag Team Championship (4) – con Hayabusa e Hisakatsu Ōya (1), Hayabusa e Kōji Nakagawa (1), Tetsuhiro Kuroda e Kōji Nakagawa (1) e Atsushi Onita e Hideki Hosaka (1)
  - WEW 6-Man Tag Team Championship (1) – con Gedo e Jado
  - WEW Heavyweight Championship (1)
  - WEW World Tag Team Championship (1) – con Gedō
  - Young Spirit Tournament (1995)
  - FMW Brass Knuckles Tag Team Championship Tournament (1999) – con Tetsuhiro Kuroda
- Hustle
  - Hustle Hardcore Hero Championship (1)
  - Hustle King Memorial Six-Man Tag Tournament (2006) – con Shinjiro Otani e Takao Yasuda
- New Japan Pro-Wrestling
  - IWGP Intercontinental Championship (1)
  - NEVER Openweight Championship (1)
  - NEVER Openweight Championship Tournament (2012)
- Premier Wrestling Federation
  - PWF Universal Tag Team Championship (1) – con Shinjiro Otani
- Pro Wrestling Expo
  - Continent Confrontation Tag Team League (2008) – con Daisuke Sekimoto
- Pro Wrestling Noah
  - GHC Tag Team Championship (1) – con Takashi Sugiura
  - Global Tag League (2014, 2015) – con Takashi Sugiura
  - Global League Tournament Technique Award (2014)
- Pro Wrestling Illustrated
  - 21º tra i 500 migliori wrestler secondo PWI 500 (2000)
- Pro Wrestling World-1
  - World-1 Heavyweight Championship (1)
- Pro Wrestling Zero1
  - AWA World Heavyweight Championship (1)
  - NWA Intercontinental Tag Team Championship (6) – con Shinjiro Otani (2), Wataru Sakata (1), Zeus (1), Takashi Sugiura (1) e James Raideen (1)
  - NWA United National Heavyweight Championship1 (1)
  - World Heavyweight Championship (5)
  - Fire Festival (2006–2008, 2012, 2017)
  - Furinkazan (2011) – con Fujita Hayato
  - Furinkazan (2014) – con Takashi Sugiura
  - Tenkaichi Jr. (2007)
  - Best Bout (2011) vs. Daisuke Sekimoto il 7 agosto
- Tokyo Sports
  - Best Newcomer Award (1995)
  - Best Tag Team Award (2014) – con Takashi Sugiura

1 Questo titolo non va confuso con l'NWA United National Championship, un titolo dell'NWA che venne integrato ed ora è parte del Triple Crown Heavyweight Championship.